# 동백죽전대로
동백죽전대로는 경기도 용인시 처인구 삼가동부터 시작하여 경기도 성남시 분당구 구미동까지를 이으는 11.87km의 도로이다. 도로명은 동백동과 죽전동에서 유래하였다.

## 노선
| 이름                              | 접속 노선                                                                                   | 소재지 | 소재지 | 비고                                     |
| --------------------------------- | ------------------------------------------------------------------------------------------- | ------ | ------ | ---------------------------------------- |
| 궁촌교차로 (서용인 나들목)        | 400호선 수도권제2순환고속도로 국도 제42호선 (신중부대로) 국가지원지방도 제98호선 (중부대로) | 용인시 | 처인구 | 용인시도 제5호선 구간                    |
| 풍림아파트사거리                  | 삼가로                                                                                      | 용인시 | 처인구 | 용인시도 제5호선 구간                    |
| 삼가동입구삼거리                  | 삼가로                                                                                      | 용인시 | 처인구 | 용인시도 제5호선 구간                    |
| 화운사입구삼거리                  | 용인시민체육공원북문                                                                        | 용인시 | 처인구 | 용인시도 제5호선 구간                    |
| (이름 없음)                       | 동백중앙로                                                                                  | 용인시 | 기흥구 | 용인시도 제5호선 구간                    |
| 초당역사거리 (초당지하차도)       | 동백중앙로                                                                                  | 용인시 | 기흥구 | 용인시도 제5호선 구간                    |
| (이름 없음)                       | 동백1로                                                                                     | 용인시 | 기흥구 | 용인시도 제5호선 구간                    |
| (이름 없음)                       | 동백2로                                                                                     | 용인시 | 기흥구 | 용인시도 제5호선 구간                    |
| 동백역사거리 (은목지하차도)       | 동백3로                                                                                     | 용인시 | 기흥구 | 용인시도 제5호선 구간                    |
| (이름 없음)                       | 동백4로                                                                                     | 용인시 | 기흥구 | 용인시도 제5호선 구간                    |
| 호수공원삼거리                    | 용인시도 제5호선 어정로                                                                     | 용인시 | 기흥구 | 용인시도 제5호선 구간, 수성지하차도 구간 |
| 쥬네브삼거리                      | 동백5로                                                                                     | 용인시 | 기흥구 | 수성 지하차도 구간                       |
| 이마트사거리                      | 동백6로                                                                                     | 용인시 | 기흥구 | 수성 지하차도 구간                       |
| 동백지하차도사거리 (동백지하차도) | 동백8로 동백죽전대로527번길                                                                 | 용인시 | 기흥구 |                                          |
| 구성교차로                        | 석성로                                                                                      | 용인시 | 기흥구 |                                          |
| 법화지하차도사거리                | 구성1로                                                                                     | 용인시 | 기흥구 |                                          |
| 법화터널                          |                                                                                             | 용인시 | 기흥구 | 연장 약 1.7km                            |
| 마북나들목                        | 마북로                                                                                      | 용인시 | 기흥구 |                                          |
| 마북터널                          |                                                                                             | 용인시 | 기흥구 | 연장 약 0.6km                            |
| 대지교차로                        | 죽전로                                                                                      | 용인시 | 기흥구 | 이름없는 고가차도 구간                   |
| 꽃메교차로                        | 국도 제43호선 (포은대로)                                                                    | 용인시 | 기흥구 | 이름없는 고가차도 구간                   |
| 대지산공원교차로                  | 대지로                                                                                      | 용인시 | 기흥구 | 이름없는 고가차도 구간                   |
| 죽전사거리                        | 현암로                                                                                      | 용인시 | 기흥구 |                                          |
| 무지개삼거리                      | 무지개로                                                                                    | 성남시 | 분당구 |                                          |
| 미금로와 직결                     |                                                                                             |        |        |                                          |

## 주요시설
- 용인미르스타디움 (동백죽전대로 61/삼가동 28-6)
- 삼가동 행정복지센터 (동백죽전대로 61/삼가동 28-6)
- S-OIL 구도일 우전주유소 (동백죽전대로 143/중동 1035-1)
- SK에너지 동일석유 초당주유소 (동백죽전대로 179/중동 1039)
- 동백역 (동백죽전대로 314/중동 1087)
- 용인세브란스병원 (동백죽전대로 363/중동 724-7)
- S-OIL 동백열정 주유소 (동백죽전대로 381/중동 709)
- 동백1동 행정복지센터 (동백죽전대로 444/중동 838)
- 스타벅스 동백이마트점 (동백죽전대로  444/중동 838)
- 엔제리너스 용인쥬네브점 (동백죽전대로 444/중동 838)
- CGV 동백 (동백죽전대로 444/중동 838)
- 현대자동차 블루핸즈 동백점 (동백죽전대로 547/동백동 410)
- GS칼텍스 동백IC점 (동백죽전대로 560/동백동 405-9)

## 같이 보기
- 동백중앙로